# Olympische Winterspiele 2018/Teilnehmer (Rumänien)
| Gelbes Symbol für Goldmedaillen mit stilisierten Olympischen Ringen | Graues Symbol für Silbermedaillen mit stilisierten Olympischen Ringen | Braundes Symbol für Bronzemedaillen mit stilisierten Olympischen Ringen |
| ------------------------------------------------------------------- | --------------------------------------------------------------------- | ----------------------------------------------------------------------- |
| —                                                                   | —                                                                     | —                                                                       |

Rumänien nahm an den Olympischen Winterspielen 2018 in Pyeongchang mit einer Delegation von 28 Athleten teil, davon 19 Männer und 9 Frauen. Fahnenträger bei der Eröffnungsfeier war der Biathlet Marius Ungureanu, für die Abschlussfeier wurde die Rodlerin Raluca Strămăturaru ausgewählt.

## Teilnehmer nach Sportarten

### Biathlon
| Athleten                                            | Wettbewerbe        | Zeit        | Fehler        | Rang |
| --------------------------------------------------- | ------------------ | ----------- | ------------- | ---- |
| Frauen                                              |                    |             |               |      |
| Éva Tófalvi                                         | 7,5 km Sprint      | 25:20,0 min | 4 (2+2)       | 81   |
| Éva Tófalvi                                         | 15 km Einzel       | 52:13,7 min | 7 (1+2+4+0)   | 84   |
| Männer                                              |                    |             |               |      |
| George Buta                                         | 20 km Einzel       | 51:55,6 min | 1 (0+0+1+0)   | 37   |
| Remus Faur                                          | 10 km Sprint       | 26:03,3 min | 1 (0+1)       | 68   |
| Remus Faur                                          | 20 km Einzel       | 55:01,5 min | 4 (0+0+0+4)   | 74   |
| Gheorghe Pop                                        | 10 km Sprint       | 28:04,4 min | 5 (2+3)       | 86   |
| Gheorghe Pop                                        | 20 km Einzel       | 54:40,1 min | 3 (2+0+1+0)   | 69   |
| Cornel Puchianu                                     | 10 km Sprint       | 25:52,7 min | 1 (1+0)       | 60   |
| Cornel Puchianu                                     | 12,5 km Verfolgung | 39:37,6 min | 5 (1+1+2+1)   | 58   |
| Cornel Puchianu                                     | 20 km Einzel       | 53:12,1 min | 4 (0+2+0+2)   | 55   |
| Marius Ungureanu                                    | 10 km Sprint       | 28:59,1 min | 4 (2+2)       | 87   |
| George Buta Remus Faur Gheorghe Pop Cornel Puchianu | 4 × 7,5 km Staffel | 1:22:51,1 h | 2+8 (0+1 2+7) | 14   |

### Bob
| Athleten                                                 | Wettbewerb | Lauf 1  | Lauf 1 | Lauf 2  | Lauf 2 | Lauf 3  | Lauf 3 | Lauf 4        | Lauf 4        | Gesamt      | Gesamt |
| Athleten                                                 | Wettbewerb | Zeit    | Rang   | Zeit    | Rang   | Zeit    | Rang   | Zeit          | Rang          | Zeit        | Rang   |
| -------------------------------------------------------- | ---------- | ------- | ------ | ------- | ------ | ------- | ------ | ------------- | ------------- | ----------- | ------ |
| Frauen                                                   |            |         |        |         |        |         |        |               |               |             |        |
| Maria Adela Constantin Andreea Grecu                     | Zweierbob  | 51,17 s | 12     | 51,40 s | 15     | 51,39 s | 14     | 51,57 s       | 19            | 3:25,53 min | 15     |
| Männer                                                   |            |         |        |         |        |         |        |               |               |             |        |
| Mihai Țentea Nicolae Ciprian Daroczi                     | Zweierbob  | 49,69 s | 14     | 49,72 s | 17     | 49,93 s | 25     | 49,64 s       | 12            | 3:18,98 min | 18     |
| Dorin Grigore Florin Crăciun Levente Bartha Paul Muntean | Viererbob  | 50,55 s | 29     | 50,79 s | 29     | 50,81 s | 29     | ausgeschieden | ausgeschieden | 2:32,15 min | 29     |

### Eisschnelllauf
| Frauen               |       |         |    |
| Alexandra Ianculescu | 500 m | 40,70 s | 31 |

### Rennrodeln
| Athlet                                                            | Wettbewerb   | Lauf 1       | Lauf 1 | Lauf 2   | Lauf 2 | Lauf 3   | Lauf 3 | Lauf 4        | Lauf 4        | Gesamt       | Gesamt |
| Athlet                                                            | Wettbewerb   | Zeit         | Rang   | Zeit     | Rang   | Zeit     | Rang   | Zeit          | Rang          | Zeit         | Rang   |
| ----------------------------------------------------------------- | ------------ | ------------ | ------ | -------- | ------ | -------- | ------ | ------------- | ------------- | ------------ | ------ |
| Frauen                                                            |              |              |        |          |        |          |        |               |               |              |        |
| Raluca Strămăturaru                                               | Einsitzer    | 46,469 s     | 8      | 46,532 s | 12     | 46,606 s | 9      | 46,681 s      | 6             | 3:06,288 min | 7      |
| Männer                                                            |              |              |        |          |        |          |        |               |               |              |        |
| Valentin Crețu                                                    | Einsitzer    | 49,030 s     | 28     | 49,085 s | 33     | 48,424 s | 26     | ausgeschieden | ausgeschieden | 2:26,539 min | 29     |
| Andrei Turea                                                      | Einsitzer    | 49,482 s     | 32     | 48,489 s | 26     | 49,314 s | 35     | ausgeschieden | ausgeschieden | 2:27,285 min | 31     |
| Cosmin Atodiresei Ștefan Musei                                    | Doppelsitzer | 47,101 s     | 18     | 47,171 s | 19     | –        | –      | –             | –             | 1:34,272 min | 19     |
| Mixed                                                             |              |              |        |          |        |          |        |               |               |              |        |
| Raluca Strămăturaru Valentin Crețu Cosmin Atodiresei Ștefan Musei | Teamstaffel  | 2:26,844 min | 10     | –        | –      | –        | –      | –             | –             | 2:26,844 min | 10     |

### Skeleton
| Athlet       | Lauf 1  | Lauf 1 | Lauf 2  | Lauf 2 | Lauf 3  | Lauf 3 | Lauf 4        | Lauf 4        | Gesamt      | Gesamt |
| Athlet       | Zeit    | Rang   | Zeit    | Rang   | Zeit    | Rang   | Zeit          | Rang          | Zeit        | Rang   |
| ------------ | ------- | ------ | ------- | ------ | ------- | ------ | ------------- | ------------- | ----------- | ------ |
| Frauen       |         |        |         |        |         |        |               |               |             |        |
| Maria Mazilu | 53,31 s | 18     | 53,47 s | 19     | 53,48 s | 18     | 53,66 s       | 19            | 3:33,92 min | 18     |
| Männer       |         |        |         |        |         |        |               |               |             |        |
| Dorin Velicu | 51,91 s | 25     | 51,51 s | 23     | 52,02 s | 27     | ausgeschieden | ausgeschieden | 2:35,40 min | 24     |

### Ski Alpin
| Athleten        | Wettbewerbe  | 1. Lauf     | 2. Lauf       | Gesamt        | Gesamt        |
| Athleten        | Wettbewerbe  | Zeit        | Zeit          | Zeit          | Rang          |
| --------------- | ------------ | ----------- | ------------- | ------------- | ------------- |
| Frauen          |              |             |               |               |               |
| Ania Caill      | Abfahrt      | −           | −             | 1:45,06 min   | 28            |
| Ania Caill      | Super-G      | −           | −             | 1:25,74 min   | 36            |
| Ania Caill      | Riesenslalom | DNS         | DNS           | DNS           | DNS           |
| Männer          |              |             |               |               |               |
| Alexandru Barbu | Riesenslalom | 1:19,74 min | 1:17,40 min   | 2:37,14 min   | 55            |
| Alexandru Barbu | Slalom       | DNF         | ausgeschieden | ausgeschieden | ausgeschieden |

### Skilanglauf
| Athleten               | Wettbewerbe     | Zeit        | Rang |
| ---------------------- | --------------- | ----------- | ---- |
| Frauen                 |                 |             |      |
| Tímea Lőrincz          | 10 km Freistil  | 28:40,9 min | 53   |
| Männer                 |                 |             |      |
| Alin Florin Cioancă    | 15 km Freistil  | 36:31,9 min | 43   |
| Paul Constantin Pepene | 15 km Freistil  | 36:19,1 min | 37   |
| Paul Constantin Pepene | 30 km Skiathlon | 1:18:20,4 h | 24   |
| Paul Constantin Pepene | 50 km klassisch | 2:18:44,0 h | 32   |

| Athleten                                   | Wettbewerbe      | Qualifikation | Qualifikation | Viertelfinale | Viertelfinale | Halbfinale    | Halbfinale    | Finale        | Finale        | Rang |
| Athleten                                   | Wettbewerbe      | Zeit          | Rang          | Zeit          | Rang          | Zeit          | Rang          | Zeit          | Rang          | Rang |
| ------------------------------------------ | ---------------- | ------------- | ------------- | ------------- | ------------- | ------------- | ------------- | ------------- | ------------- | ---- |
| Frauen                                     |                  |               |               |               |               |               |               |               |               |      |
| Tímea Lőrincz                              | Sprint klassisch | 3:48,84 min   | 61            | ausgeschieden | ausgeschieden | ausgeschieden | ausgeschieden | ausgeschieden | ausgeschieden | 61   |
| Männer                                     |                  |               |               |               |               |               |               |               |               |      |
| Alin Florin Cioancă                        | Sprint klassisch | 3:22,22 min   | 47            | ausgeschieden | ausgeschieden | ausgeschieden | ausgeschieden | ausgeschieden | ausgeschieden | 47   |
| Alin Florin Cioancă Paul Constantin Pepene | Teamsprint       | −             | −             | −             | −             | 16:52,38 min  | 9             | ausgeschieden | ausgeschieden | 18   |

### Skispringen
| Frauen             |               |        |      |    |        |      |    |       |    |
| Daniela Haralambie | Normalschanze | 80,5 m | 66,5 | 27 | 85,0 m | 84,3 | 20 | 150,8 | 25 |